# Giuseppina Strepponi
Maria Clelia Giuseppa Strepponi, detta Giuseppina (Lodi, 8 settembre 1815 – Villanova sull'Arda, 14 novembre 1897), è stata un soprano italiano, seconda moglie di Giuseppe Verdi nonché sua grande amica, confidente e consigliera, avendone curato per molto tempo gli affari.
I suoi carteggi sono tra i documenti più importanti per ricostruire la biografia verdiana.

## Biografia

### I primi anni
Figlia di una famiglia di musicisti, Giuseppina Strepponi (detta familiarmente Peppina) nacque a Lodi, prima dei cinque figli di Rosa Cornalba e di Feliciano Strepponi (1797–1832), organista al Duomo di Monza e modesto compositore d'opera che divenne poi assistente del direttore del Teatro Grande di Trieste.
Appassionata di musica in famiglia, le prime lezioni le pervennero direttamente dal padre che la focalizzò essenzialmente allo studio del pianoforte.
Dopo la morte del genitore nel 1832 a causa di un'encefalite, studiò canto come soprano e pianoforte al conservatorio di Milano dove sul finire del 1834 ottenne il primo premio per il belcanto.

### La carriera come cantante d'opera
Successivamente cantò per alcuni anni sia in Italia settentrionale, che in Austria. Debuttò ad Adria nel dicembre 1834 in Chiara di Rosembergh di Luigi Ricci. Ottenne il primo trionfo al Teatro Grande di Trieste nel 1835 in Matilde di Shabran di Gioachino Rossini. Nell'occasione si fece notare dall'impresario Bartolomeo Merelli, che la favorì nella sua crescita di talento procurandole numerosi ingaggi in Italia. Nell'estate del 1835 la Strepponi fu a Vienna per ricoprire il ruolo di Adalgisa nella Norma di Bellini e fu poi Amina ne La sonnambula sempre di Bellini al Theater am Kärntnertor di Vienna dove venne largamente apprezzata sia dal pubblico che dalla critica. 
Pur avendo molto talento, non canterà più al di fuori dell'Italia dal 1835.

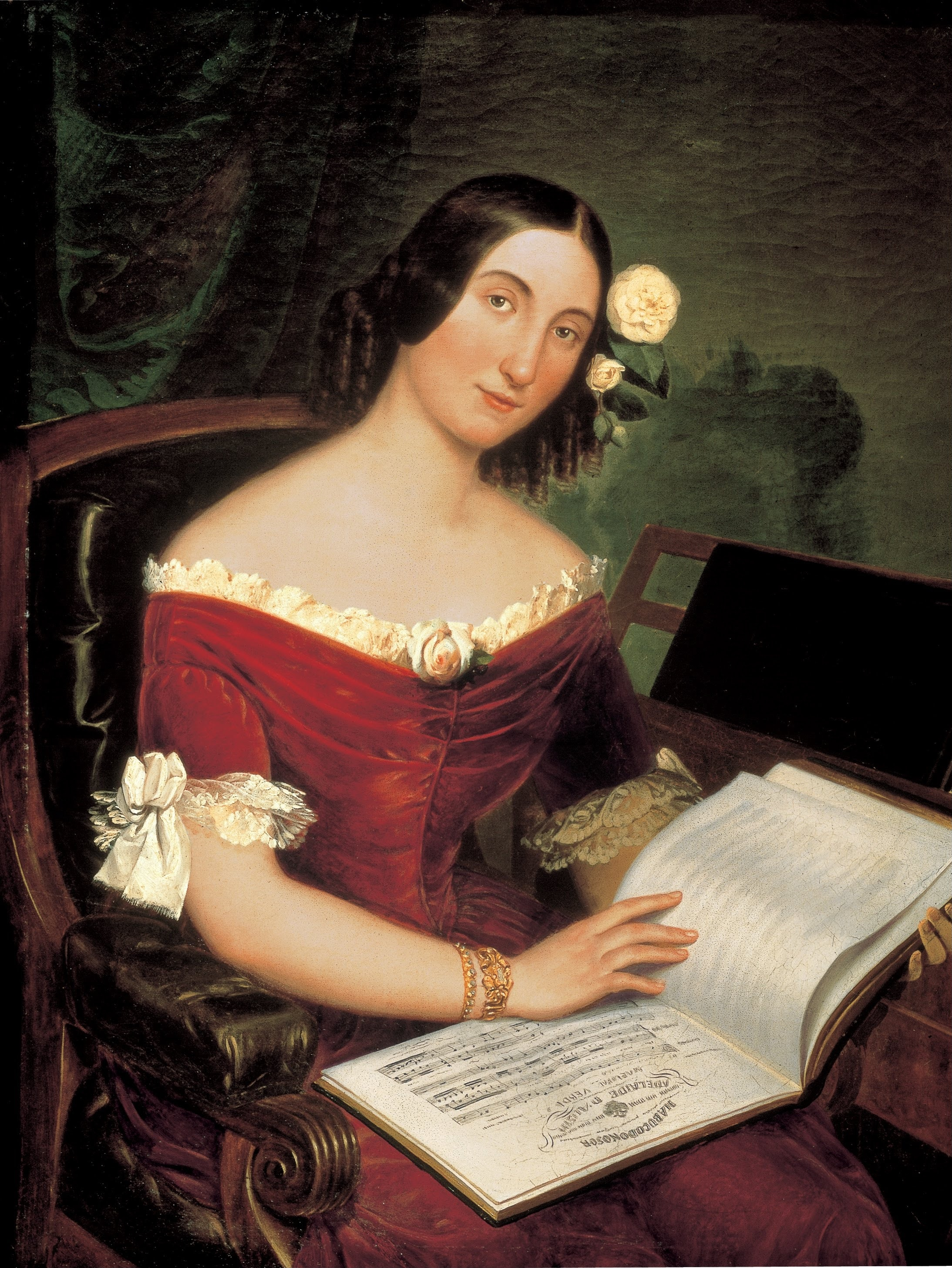
Giuseppina Strepponi in un ritratto del 1842 circa con una partitura del Nabucco di Verdi

Scritturata dall'impresario Alessandro Lanari come primadonna nella stagione di primavera 1837 al Teatro Comunale di Bologna, interpreta Elena in Marin Faliero di Gaetano Donizetti, Lucia in Lucia di Lammermoor sempre di Donizetti ed Elvira ne I Puritani e i Cavalieri di Vincenzo Bellini accanto al tenore Napoleone Moriani, a Felice Varesi e Domenico Cosselli. Rimane incinta dell'agente teatrale Camillo Cirelli e partorisce un maschio a Torino il 14 gennaio 1838. Nell'autunno 1838 è di nuovo incinta di Cirelli e partorisce una femmina a Firenze attorno al 9 febbraio 1839. La bambina viene data in adozione.
Nel 1838 ella interpreta nuovamente il ruolo della protagonista nella Maria de Rudenz di Donizetti, nella Beatrice di Tenda di Bellini e determina il successo della prima assoluta di Caterina di Guisa di Fabio Campana con Antonio Superchi all'Imperial Regio Teatro degli Avvalorati presso Livorno. 
Nel 1839 è Elvira ne Le due illustri rivali di Mercadante con Caroline Unger, Moriani ed Ignazio Marini a Venezia e fece il proprio debutto al Teatro alla Scala di Milano rimpiazzando Antonietta Marini-Rainieri che si trovava ad essere ammalata proprio alla prima della rappresentazione dell'Oberto di Giuseppe Verdi, nella quale interpretò il ruolo di Leonora. 
La performance della Strepponi venne considerata già all'epoca come uno dei motivi per cui l'opera riuscì ad eccellere ed il motivo per cui ella stessa venne scelta in quegli anni per altri ruoli come quello di Elaisa ne Il giuramento di Saverio Mercadante, di Adina ne L'elisir d'amore di Donizetti e di Sandrina ne Un'avventura di Scaramuccia di Luigi Ricci.
Giuseppina Strepponi mantenne la sua popolarità anche negli anni '40 dell'Ottocento recitando come protagonista nella prima assoluta di Adelia di Donizetti con Marini nel febbraio 1841 al Teatro Apollo di Roma, ruolo appositamente scritto dal compositore per lei. 
In marzo è Eleonora nella prima assoluta di Luigi Rolla di Federico Ricci (compositore) con Moriani al Teatro della Pergola di Firenze ed al Teatro Donizetti di Bergamo in agosto Elvira ne I puritani ed in settembre Elena in Marino Faliero.
Contemporaneamente Strepponi iniziò a frequentare assiduamente Giuseppe Verdi (da poco rimasto vedovo della prima moglie, Margherita Barezzi) interpretando alcune delle sue opere più famose. 
Ella fu Abigaille nel successo della première del Nabucco di Verdi alla Scala nel 1842 alla presenza di Gaetano Donizetti. 
Riprese poi il ruolo di Abigaille in molti altri teatri italiani nell'anno successivo, tra cui nelle celebri esibizioni al Teatro Regio di Parma ed al Teatro Comunale di Bologna nel 1843.
Sempre nel 1843 ella ottenne il ruolo di Elisabetta nel Roberto Devereux di Donizetti e di Imogene ne Il pirata di Bellini con Gaetano Fraschini a Bologna. 
Sempre nel medesimo periodo Strepponi fu protagonista di rappresentazioni della Norma di Bellini, fu la Marchesa del Poggio in Un giorno di regno di Verdi e nuovamente protagonista nella Saffo di Giovanni Pacini.

### L'abbandono delle scene
Attorno al 1844 Strepponi manifestò significativi problemi vocali, in gran parte dovuti al lavoro senza sosta che ella praticava come cantante per mantenere i figli avuti dalle diverse relazioni amorose del suo passato, disagi che culminarono in una disastrosa stagione musicale a Palermo nel 1845 ove venne più volte fischiata.
La sua voce non si riprese mai più e iniziò ad apparire sporadicamente in alcune opere sino al suo definitivo ritiro dalle scene nel febbraio 1846.
Alcune tra le ultime opere da lei interpretate erano tutte a firma di Verdi, come il ruolo di Elvira nell'Ernani e quello di Lucrezia Contarini nei Due Foscari.

### Relazione e matrimonio con Verdi

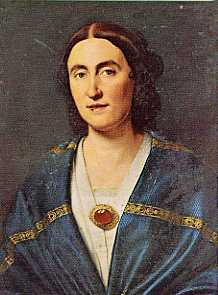
Giuseppina Strepponi in un ritratto del 1865

Nell'ottobre del 1846 la Strepponi si trasferì a Parigi dove divenne insegnante di canto, dedicandosi talvolta ad apparizioni nella Comédie-italienne, che ad ogni modo non vennero degnamente recepite dal pubblico. Verdi si recò in Francia nell'estate del 1847 quando di fatto iniziarono una relazione sentimentale più stabile, premessa di un rapporto destinato a durare per mezzo secolo. Nel 1849, rientrati per brevi periodi in Italia, si stabilirono a Busseto, nel Palazzo Dordoni-Cavalli acquistato quattro anni prima da Verdi in pieno centro, anche se la convivenza fu turbata dall'ostilità verso la Strepponi dei bussetani, che ritenevano la loro convivenza immorale. Dopo una convivenza di dieci anni i due si sposeranno il 20 agosto 1859 a Collonges-sous-Salève, piccola cittadina dell'Alta Savoia. La scelta del piccolo borgo savoiardo era dovuta essenzialmente ad una serie di motivazioni: innanzitutto il territorio era compreso nei domini dei Savoia il che rifletteva la convinzione politica di Verdi secondo il quale il metodo per unire l'Italia fosse quello di dare spazio alla casa regnante del Regno di Piemonte-Sardegna perché l'opzione repubblicana di Mazzini si era resa ormai impraticabile fattualmente. Il secondo motivo era strettamente personale e legato alla Strepponi, che Verdi desiderava proteggere dalle malelingue di Busseto cercando perciò un posto appartato dove sposarsi. La terza motivazione era di carattere burocratico in quanto per le leggi dello stato piemontese, il matrimonio religioso aveva anche valore civile, il che avrebbe evitato a Verdi la celebrazione di un secondo matrimonio nel municipio della sua residenza. Nel 1851 la coppia si trasferì nella Tenuta di Sant'Agata, nell'omonima frazione di Villanova sull'Arda (oggi in provincia di Piacenza).
Il 24 novembre 1861 Verdi partì per la Russia con la moglie per poi tornare a Parigi nel marzo dell'anno successivo dal momento che a causa di una malattia della prima donna della compagnia, Emma La Grua, la rappresentazione era stata rinviata. In settembre la coppia ripartì nuovamente alla volta della Russia, arrivarono a San Pietroburgo il giorno 24, ove la rappresentazione fu un successo, malgrado le critiche di alcuni tradizionalisti.
Verdi nel 1865 decise di non ricandidarsi alla Camera del Regno d'Italia, a cui era stato eletto nel 1861 ma che dopo la morte di Cavour frequentò assai poco, stante la scarsa disponibilità all'attività politica e ai tempi lunghi delle discussioni parlamentari. Nel 1867 la coppia affiliò la nipote di Verdi per parte del fratello di suo padre, Maria Filomena, che venne a stabilirsi in casa del musicista.
Nel 1869 durante le prove de La forza del destino Verdi conobbe il soprano Teresa Stolz, destinata a divenire la prima interprete di Aida e della Messa da Requiem. Pur essendo molto amica della Stolz, la Strepponi sospettò l'inizio di una relazione sentimentale fra il marito e il soprano di cui in realtà nulla sino ad oggi può essere asserito con certezza per mancanza di documenti sufficientemente probanti.

### Gli ultimi anni

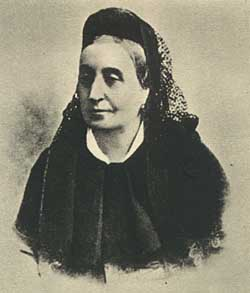
Giuseppina Strepponi in una rara fotografia del 1897

Nel 1894, Verdi e la moglie compirono il loro ultimo viaggio a Parigi. Lo scrittore ungherese-ebreo Dezső Szomory che li conobbe in quell'occasione, descriverà poi Verdi come un uomo con gli occhi piccoli e accanto a lui una donna, Giuseppina, che appariva più come un vecchio uccello, ma alla fine concluse: "Una coppia bella e affascinante che è cresciuta e invecchia insieme nel mondo della musica".
Giuseppina in quegli anni soffriva frequentemente di problemi di stomaco, ai quali si aggiunse l'artrite reumatoide, che la portò progressivamente all'immobilità; durante l'ultimo anno di vita a malapena poteva alzarsi dal letto. Nell'autunno del 1897, quando la coppia si preparava come ogni anno a trascorrere l'inverno a Genova per il clima più salubre e la vicinanza col mare, Verdi prese la decisione di rimanere a Sant'Agata, poiché la moglie era ormai costretta a letto. Giuseppina Strepponi morì il 14 novembre 1897 nella tenuta di Sant'Agata, vicino a Busseto, a causa di una polmonite e venne inizialmente sepolta a Milano. Con la morte di Giuseppina, Verdi rimase per la seconda volta vedovo ed ancora una volta straziato dal dolore per aver perso una delle figure più importanti della sua vita. Quando Verdi morì aveva lasciato per testamento di essere sepolto accanto a Giuseppina, ma la città gli tributò una solenne sepoltura nel Cimitero Monumentale di Milano. Il desiderio di rivedere la coppia unita anche nell'aldilà portò infine il 26 febbraio 1901 a trasferire le salme nell'oratorio della Casa di riposo per Musicisti di Milano. Ad accompagnare la cerimonia presenziò Arturo Toscanini che, sulle note del Va, pensiero del Nabucco diresse un coro di 900 cantanti.

## Iconografia
Di Giuseppina Strepponi sono conservati un ritratto a olio di quando giovanissima cantava a Vienna (1835) e alcuni documenti relativi alla sua carriera di soprano e al matrimonio con Verdi a Collonges-sous-Salève (1859) conservati al Museo Verdiano Casa Barezzi di Busseto, più svariate lettere di lavoro del periodo precedente la conoscenza di Verdi e dei primi anni quaranta.